# フライムート・ベルンゲン
フライムート・ベルンゲン（Freimut Börngen 、1930年10月17日 - ）はドイツの天文学者である。
ドイツ、タウテンブルクのカール・シュヴァルツシルト天文台で長年に渡りシュミット式望遠鏡を使って銀河の研究を行った。1995年の引退後も観測を続けた。研究の副産物として、2016年11月までに538個の小惑星を発見した。
東ドイツの時代には小天体の探索の研究は評価が得られなかったので、小天体の探索は余暇の時間を使って行なわれた。東ドイツ時代に発見した小惑星には、テューリンゲン州に関する事物や、有名な科学者、作曲家など政治的に中立的な命名を行った。発見した小惑星には (2424) タウテンブルク (3181) アーネルト (3245) イェンシュ (3941) ハイドンなどが含まれる。2006年にドイツ政府から、功労十字小綬章(Bundesverdienstkreuz am Bande)を受勲した。
小惑星(3859)ベルンゲンは彼にちなむ。